# 管楽器

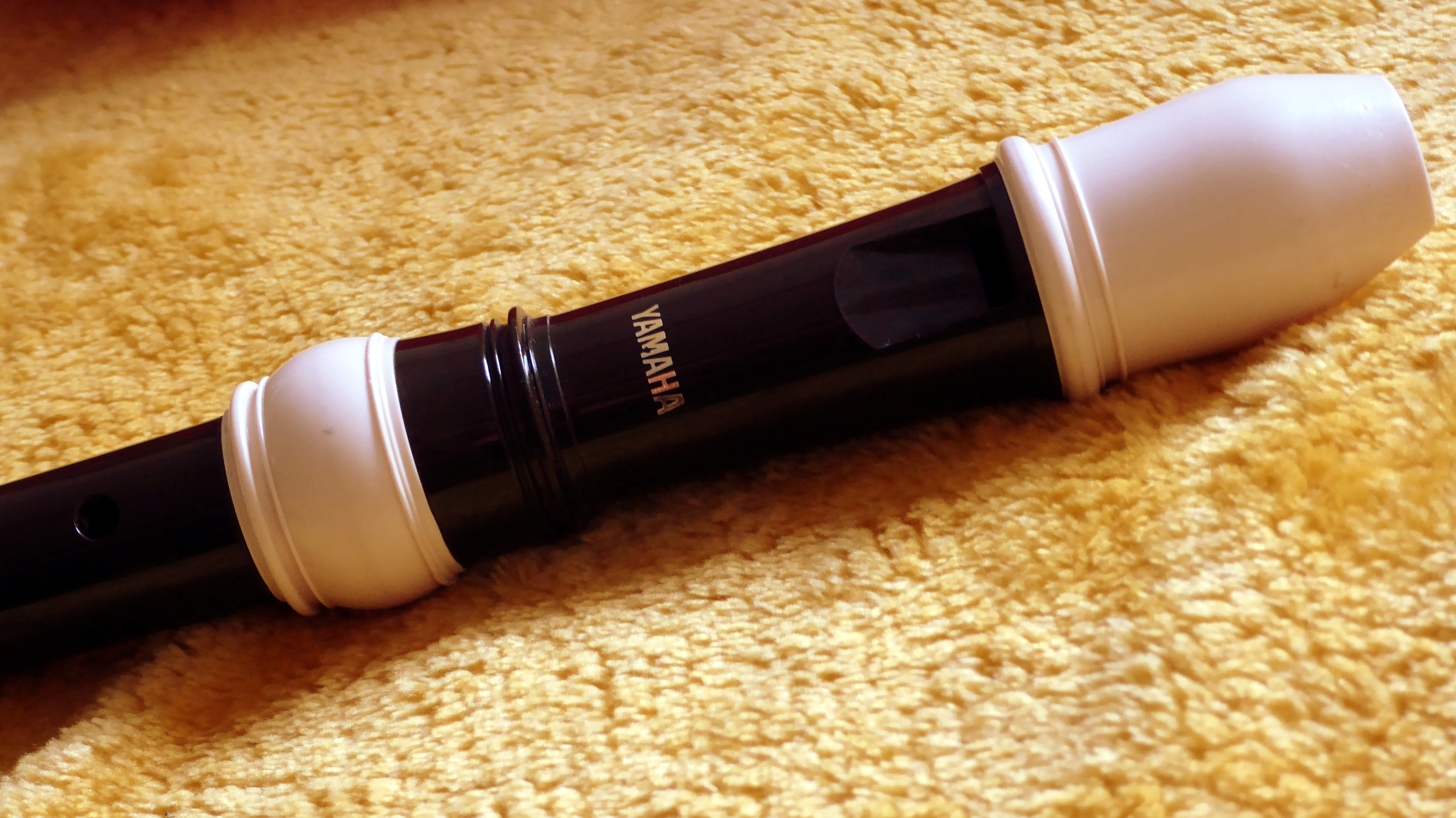
管楽器

管楽器（かんがっき）は、旧来の楽器分類法における分類のひとつであり、吹奏楽器（すいそうがっき）ともいう。今日の楽器分類学においては気鳴楽器と呼ばれる。

## 概要
一般的には「呼気など空気の流れによって発音する楽器のうち、少なくとも一方の端が閉じられていない管の中の空気の振動を利用して音を出す楽器の総称」などと説明されているが、これは明らかな誤りである。
「管」という文字は、単に楽器の共振系の形状を表しているに過ぎないし、後述のように管状ではない管楽器や、共振系を持たない管楽器も存在するから、正しくは「少なくとも1ヶ所の開口部を有する空洞に向かって吹き付けられた気体の流れによって生ずる振動を利用して音を出す楽器の総称」と定義すべきものである。
そもそも「管楽器」に対応する印欧語は、例えば英語では「Wind instrument（風の楽器、息の楽器）」、ドイツ語では「Blasinstrument（吹く楽器）」、フランス語でも「Instrument à vent（風の楽器）」であるから、「管」状である必要など全くないのである。完全な誤訳であり、これが「オカリナは管楽器ではない」というような奇妙な誤解を生むもとにもなっている。文献によっては「管楽器」と呼ぶことを避け、ドイツ語に則って「吹奏楽器」と表記しており、こちらの方が明らかに適訳である。オルガンは本項の管楽器に分類されるが、演奏者の息ではなく機械で吹奏される。
管楽器はさらに木管楽器と金管楽器に分けられている。この両者は、古くは楽器の材質による区分であったが、現在では発音原理によって区別され、唇の振動によって音を出すものを金管楽器、それ以外の管楽器を木管楽器としている。このため今日のフルートはほとんどが金属で作られているにもかかわらず木管楽器に分類されるなど、名と体の不一致が生じている。

## 振動源
吹き込まれた空気によって楽器または人体の一部、あるいは空気そのものが振動して振動源となる。
シングルリード（単簧）
一枚の薄い板（リード）に空気を吹き込むと、楽器の一部に当たっては戻りして振動する。クラリネット属、サクソフォーン属。
ダブルリード（複簧）
二枚のリードを合わせて間に空気を吹き込むと、リードが互いに当たっては戻りして振動する。オーボエ属、ファゴット属、篳篥(ひちりき)。
フリーリード（自由簧）
自由に振動する薄い板に空気を吹き込んで振動させる。ハーモニカ、リードオルガン、笙(しょう)。これらは管を使わないため、「管楽器」という日本語にはなじまないが、「吹奏楽器」と呼ぶなら何の問題もない。なお笙には竹管があるが、音程は簧で決まり、竹管の長さは関係ない。
エアリード（無簧）
吹き込まれた空気自体がリードとなって振動する。つまり目に見えるリードはない。空気の束（エアビーム）を楽器の角（エッジ）に当てると、空気の流れに乱れが生じて、これが振動源となる。フルート属、リコーダー、尺八、篠笛。
リップリード（唇簧）
唇を軽く合わせて間から息を吹き出すと、唇が振動する。ここに楽器の歌口を当てる。トランペット、ホルン、ほら貝。
これらのうち、リップリードの管楽器を金管楽器と呼び、それ以外を木管楽器と呼ぶ。楽器の材質とは関係がない。

## 共振系
上記のようにして発生した振動に対して、楽器の空洞内部の空気が共振して音が発生する。空洞は管状とは限らない。ハーモニカのように、共振系を持たないものもある。

### 開管と閉管
閉管とは管の一方が閉じられている管のことで、開管とは両方が閉じられていない管のことである。閉管構造の筒（共鳴体）は共鳴構造が管長の倍になり、同じ長さを持つ開管の筒よりもおよそ1オクターヴ低い音が出る。この時その共鳴体は奇数倍音のみが鳴っている。適当なパイプの一方の端を唇に当てて吹く音と、その一方の端を掌で叩いて塞ぐ音を聞き比べるとわかる。
ただし、管が円錐形になっていて、広い方の口が閉じられていない管は、円筒の開管と同様に偶数倍音も鳴るので開管楽器に分類される。現代の西洋音楽の管楽器ではクラリネット属だけが閉管楽器である（クラリネットの管は、先端だけは広がっているが、他の部分はほとんど太さが一定で、ほぼ円筒形になっている）。オルガンにも閉管構造を持つ音栓（ストップ）があり、これは特有の音色を得るためだけでなく、管の長さを短くすることが出来るので、設置場所の節約にもなる。またフルートの特殊奏法であるタングラム (tongue ram, tongue stop) は、本来開管構造である楽器の一方を唇や舌で塞いだ状態で閉管として響かせることにより、短音やトレモロではあるが通常より長7度低い音を得ることが出来る（正確に1オクターヴ下でないのは、楽器の共鳴体の形状に起因するズレである）。
音波の波長と周波数
発音体の振動に対して管の中の空気が共振して音波が発生する。
このとき発生する音波は、
開管の場合、管の長さの4倍の偶数分の1（＝管の長さの2倍の整数分の1）
閉管の場合、管の長さの4倍の奇数分の1
が波長と等しくなる条件で共鳴しようとする。音波の周波数と波長は反比例の関係がある。また、音波の周波数と波長をかけ算したものは音波の伝播速度（音速）にほかならない。
λ = 波長(m)
f = 周波数（Hz）
v = 音波の伝播速度（m/s）
l = 管長(m)
とすると、
開管の場合：　　{\displaystyle \lambda \!={2l \over n}}　，　{\displaystyle \mathbf {f} ={nv \over 2l}}　　　（n = 1以上の整数）
閉管の場合：　　{\displaystyle \lambda \!={4l \over o}}　，　{\displaystyle \mathbf {f} ={ov \over 4l}}　　　（o = 1以上の奇数）
となる。
一般に、高音楽器は管が短く、低音楽器は管が長いと言える。また、管の長さが同じであれば、閉管は開管の1/2の周波数の音、すなわち1オクターヴ低い音を得ることができる。

### 不定形の空洞
オカリナは管状でなく、不定形の空洞内部の空気が共振して音が発生する。

## 管楽器の特徴
1. 管楽器の音は「管」の音ではなく管の中の空気柱の振動による音が主要部分を占めるので、管の材質や厚さは音の高さにほとんど影響を与えないばかりでなく、音色にも基本的には大きな影響は与えない。
2. 金管楽器は一端が徐々に広がっている（朝顔、ベル）が、これは管内部の空気柱の振動が効率よく周囲の空間に放射されるように音響インピーダンスのインピーダンス整合の意味がある。木管楽器ではこのしくみが全く無いか、あるいはあってもベルの広がり方が小さいので、一般に金管楽器の方が木管楽器よりも大きな音が出る。
3. 奏者の人体も楽音の音色に大きく影響している。一例を挙げれば、口腔内や咽頭部の内部空間の広げ方、響かせ方の違いが音色に大きく影響する。この点で人体も楽器の一部を構成しているといえる。
4. 管は曲げることができる。曲げても音色に大きな影響はない。管を曲げる際には金属管の損傷を防ぐため、まずまっすぐな状態の管に水を充填し、それを凍らせた状態で曲げる。元々は熔かした鉛を用いていたが、冷凍技術が確立されてからは水が用いられるようになった。